# Biskupi barscy

## Arcybiskupi
- 1064–1094 - abp Petar
- ok. 1094–1124 - abp Sergej
- ok. 1124–1140 - abp Ilija
- 1172–1196 - abp Grgur Grizgono
- ? - 1247 - abp Ivan I
- 1248–1252 - abp Ivan II
- 1253–1254 - abp Gufrid
- 1255–1270 - abp Lovro I (1255 - 1270)
- 1270–1280 - abp Adam Gašpar
- 1282–1298 - abp Mihailo
- 1301–1306 - abp Marin Petrov Žaretić
- 1307–1324 - abp Andrija I
- 1324–1341 - abp Adam II Gijom
- 1341–1347 - abp Ivan III
- 1349–1360 - abp Dominik
- 1361–1363 - abp Stefan
- 1363–1373 - abp Ivan IV
- 1373–1382 - abp Ivan V
- 1483–1390 - abp Antun
- 1391–1395 - abp Rajmund
- 1395–1395 - abp Ludovik Bonito
- 1396–1420 - abp Marin II
- 1420–1422 - abp Ivan VI
- 1423–1448 - abp Petar II
- 1448–1459 - abp Andrija II
- 1459–1460 - abp Lovro II
- 1460–1461 - abp Marko I
- 1462–1473 - abp Šimun Vosić
- 1473–1485 - abp Stefan II Teglatije
- 1485–1509 - abp Filip Gajo
- 1509–1517 - abp Jeronim
- 1517–1525 - abp Lovro III
- 1525–1528 - abp Ivan VII
- 1528–1551 - abp Ludovik II
- 1551–1571 - abp Ivan VIII
- 1575–1575 - abp Teodor
- 1579–1598 - abp Ambrozije Kapić
- 1598–1607 - abp Toma Ursini
- 1608–1624 - abp Marin III Bici
- 1624–1634 - abp Petar III
- 1635–1644 - abp Đorđe Blanco
- 1644–1646 - abp Frano I (Leonardi Franjo)
- 1646–1653 - abp Josip Buonaldo
- 1654–1656 - abp Marko II
- 1671–1694 - abp Andrija III Zmajević
- 1696–1700 - abp Marko III Đorga
- 1701–1713 - abp Vićenco (Vicko) Zmajević
- 1719–1722 - abp Egidio Kvinćo
- 1722–1744 - abp Matija (Štukanović?)
- 1745–1749 - abp Marko IV
- 1749–1786 - abp Lazar Vladanji
- 1786–1787 - abp Đerđa II Junki
- 1787–1790 - abp Đerđa III
- 1791–1822 - abp Frano II
- 1824–1839 - abp Vinćenco II
- 1855–1886 - abp Karl Pooten
- 1886–1910 - abp Šimun Milinović
- 1912–1955 - abp Nikola Dobrečić
- 1955–1979 - abp Aleksandar Tokić
- 1979–1997 - abp Petar Perkolić
- 1998–2016 - abp Zef Gashi
- od 2016 - abp Rrok Gjonlleshaj